# Možganski živec
Možganski živec je vsak od dvanajstih parov živcev, ki izvirajo predvsem iz možganskega debla, vidni in olfaktorni živec pa iz velikih možganov. S somatskim nitjem oživčujejo področje glave in vratu, z vegetativnim nitjem pa tudi notranje organe v prsni in trebušni votlini (sin. nervi craniales).

## Anatomija
Možganskih živcev je 12 parov, oštevilčenih z arabskimi (1–12) ali rimskimi številkami (I–XII):
| Številčno ime       | Opisno ime                              | Funkcija |
| ------------------- | --------------------------------------- | --- |
| 1. možganski živec  | vohalni (olfaktorni) živec              | Oživčuje olfaktorne regije nosne sluznice in omogoča zaznavo vonja. |
| 2. možganski živec  | vidni (optični) živec                   | Omogoča vid. |
| 3. možganski živec  | okulomotorični živec                    | Motorično oživčuje večino zunanjih zrkelnih mišic in omogoča premikanje zrkel navznoter, navzdol in navzgor. |
| 4. možganski živec  | trohlearni živec                        | Motorično oživčuje zgornjo poševno zrkelno mišico in omogoča premikanje zrkel navznoter in navzdol. |
| 5. možganski živec  | trivejni (trigeminalni) živec           | S svojimi tremi vejami, očesnim (oftalmičnim), zgornječeljustničnim (maksilarnim) in spodnječeljustničnim (mandibularnim) živcem, senzorično oživčuje predvsem kožo obraza, veznico in zrklo, sluznico nosne in ustne votline ter obnosnih votlin, motorično pa žvečne mišice.                                                             |
| 6. možganski živec  | abducentni živec                        | Motorično oživčuje lateralno premo zrkelno mišico in odmika zrklo. |
| 7. možganski živec  | obrazni živec                           | Omogoča obrazno mimiko, okušanje na sprednjih dveh tretjinah jezika, proizvajanje sline in solz ter nadzoruje slušne mišice. |
| 8. možganski živec  | vestibulokohlearni živec                | Vodi iz ravnotežnega in spiralnega organa; omogoča sluh in ravnotežje. |
| 9. možganski živec  | jezično-žrelni (glosofaringealni) živec | Senzorično oživčuje okušalne receptorje korena jezika, kožo zunanjega sluhovoda, sluznico predvsem srednjega ušesa in ušesne troblje ter številne visceralne receptorje, motorično pa mišice žrela ter vsebuje tudi parasimpatično živčno nitje za obušesno žlezo slinavko. Med drugim omogoča požiranje, žrelni refleks in tvorbo govora. |
| 10. možganski živec | klatež (vagusni živec)                  | Senzorično nitje oživčuje kožo zunanjega sluhovoda, okušalne receptorje v korenu jezika, sluznico žrela in grla, motorično nitje mišice žrela, grla in požiralnika, parasimpatična ter visceralna aferentna vlakna pa notranje organe v prsni in trebušni votlini.                                                                         |
| 11. možganski živec | akcesorni živec                         | Oživčuje sternokleidomastoidno in trapezasto mišico ter omogoča obračanje vratu in skomiganje z rameni. |
| 12. možganski živec | podjezični (hipoglosalni) živec         | Motorični živec, ki oživčuje vse zunanje in notranje mišice jezika (razen m. palatoglossus, ki jo oživčuje klatež) in omogoča njegovo premikanje. |

### Poimenovanje
Možganske živce poimenujemo bodisi z zaporedno številko glede na njihovo lokacijo, od prednjega dela možganov navzad, ali z opisnim imenoma glede na strukturne lastnosti ali funkcijo, npr. vohalni (olfaktorni) živec omogoča voh, obrazni (facialni) živec oživčuje obraz z motoričnim nitjem, trivejni (trigeminalni) živec pa se razdeli v tri veje.